# Sphegina brachygaster
Sphegina brachygaster är en tvåvingeart som beskrevs av Hull 1935. Sphegina brachygaster ingår i släktet midjeblomflugor, och familjen blomflugor. Inga underarter finns listade i Catalogue of Life.